# Seis Naciones Femenino 2003
El Seis Naciones Femenino 2003 fue la octava edición del principal torneo de rugby femenino europeo.

## Participantes
- Escocia
- España
- Francia
- Gales
- Inglaterra
- Irlanda

## Clasificación
| Pos. | País       | Partidos | Partidos | Partidos  | Partidos | Anotación | Anotación | Anotación  | Puntos |
| Pos. | País       | Jugados  | Ganados  | Empatados | Perdidos | A favor   | En contra | Diferencia | Puntos |
| ---- | ---------- | -------- | -------- | --------- | -------- | --------- | --------- | ---------- | ------ |
| 1    | Inglaterra | 5        | 5        | 0         | 0        | 264       | 7         | +257       | 10     |
| 2    | Escocia    | 5        | 4        | 0         | 1        | 101       | 60        | +41        | 8      |
| 3    | Francia    | 5        | 3        | 0         | 2        | 95        | 90        | +5         | 6      |
| 4    | Gales      | 5        | 2        | 0         | 3        | 83        | 104       | -21        | 4      |
| 5    | Irlanda    | 5        | 1        | 0         | 4        | 19        | 108       | -89        | 2      |
| 6    | España     | 5        | 0        | 0         | 5        | 14        | 204       | -190       | 0      |

## Resultados
| 15 de febrero | Inglaterra | 57 - 0 | Francia |  |  |

| 15 de febrero | Escocia | 25 - 0 | Irlanda |  |  |

| 15 de febrero | Gales | 44 - 0 | España |  |  |

| 21 de febrero | Gales | 7 - 69 | Inglaterra |  |  |

| 22 de febrero | Francia | 14 - 19 | Escocia |  |  |

| 22 de febrero | España | 0 - 16 | Irlanda |  |  |

| 9 de marzo | Inglaterra | 69 - 0 | España |  |  |

| 9 de marzo | Irlanda | 0 - 20 | Francia |  |  |

| 9 de marzo | Escocia | 9 - 8 | Gales |  |  |

| 21 de marzo | Gales | 17 - 0 | Irlanda |  |  |

| 22 de marzo | Inglaterra | 31 - 0 | Escocia |  |  |

| 22 de marzo | España | 7 - 27 | Francia |  |  |

| 28 de marzo | Francia | 34 - 7 | Gales |  |  |

| 29 de marzo | Irlanda | 3 - 46 | Inglaterra |  |  |

| 29 de marzo | Escocia | 48 - 7 | España |  |  |

| Bandera de Inglaterra |
| Campeón Inglaterra    |
| Sexto título          |